# Buenaventura Carlos Aribau

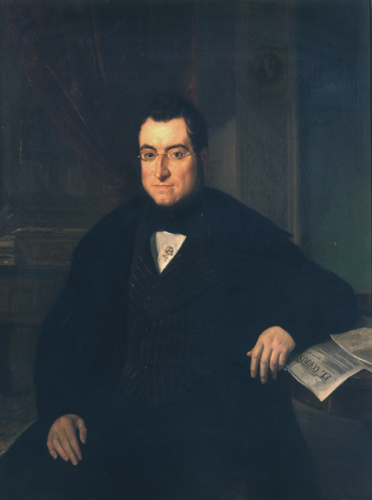
Porträt Aribaus des Malers Joaquim Espalter i Rull

Buenaventura Carlos Aribau i Farriols (* 1798 in Barcelona; † 1862 ebenda) war ein katalanischer Schriftsteller, Poet und Wirtschaftsgelehrter.
Aribau gilt als Begründer der kulturellen Bewegung Renaixença, die für die katalanische Sprache und Kultur, aber auch das Nationalbewusstsein Kataloniens von höchster Bedeutung war. Mit seinem Werk Oda a la Pàtria aus dem Jahre 1833 begründet er den Aufschwung der katalanischen Sprache nach den Jahren der Decadència in denen die katalanische Sprache quasi bedeutungslos wurde, da sie vom Spanischen verdrängt worden war.
| Personendaten    | Personendaten                                               |
| ---------------- | ----------------------------------------------------------- |
| NAME             | Aribau, Buenaventura Carlos                                 |
| ALTERNATIVNAMEN  | Aribau i Farriols, Buenaventura Carlos (vollständiger Name) |
| KURZBESCHREIBUNG | katalanischer Poet und Gelehrter                            |
| GEBURTSDATUM     | 1798                                                        |
| GEBURTSORT       | Barcelona                                                   |
| STERBEDATUM      | 1862                                                        |
| STERBEORT        | Barcelona                                                   |